# アレンモンキー
アレンモンキーまたはアレンザル（英：Allen's Swamp Monkey、学名：Allenopithecus nigroviridis）は霊長類（サル目）の一種で、オナガザル科アレンモンキー属（Allenopithecus）に属する唯一の種である。系統的にはグエノンの姉妹クレードだが歯式と習性が異なる。
コンゴ共和国およびコンゴ民主共和国西部のコンゴ盆地に生息する。
このサルはかなりがっしりとした体格の持ち主である。皮膚は頂面で灰緑色。顔は赤みを帯び、頬には長い毛の束がある。手足の指には僅かに水かきがあって部分的に水辺での生活を送る。全長は45-60cmに達し、尾の長さは50cmになる。雄は6kgで、雌が3.5kg以下なのに較べて大きい。
アレンモンキーは昼行性で、定期的に地面に食べ物を探す習性がある。水の豊かな沼沢地に棲み、泳ぎが得意で、危険を避けるために潜水する。40匹以下の社会的集団を作って暮らし、様々な鳴声や仕草や接触でコミュニケーションをとる。
餌は果物と葉の他、甲虫と芋虫を食べる。
この種の繁殖習性についてはよく知られていない。離乳時期は生後3ヶ月で、成熟は3-5年。寿命は最長で23年。
他のサルと違って水辺での暮しが森の危険を緩和しているが、蛇、猛禽そしてボノボといった天敵がアレンモンキーを捕食する。

## 参考資料
1. ↑  Oates, J. F.; Groves, C. P. (2008). “Allenopithecus nigroviridis”. IUCN Red List of Threatened Species. Version 2008. International Union for Conservation of Nature. 2009年1月4日閲覧.

- Groves, C. (2005). Wilson, D. E., & Reeder, D. M. ed. Mammal Species of the World (3rd ed.). Johns Hopkins University Press. p. 153. ISBN 0-801-88221-4